# Silenen
Silenen (rétorománsky Val Silauna) je obec ve švýcarském kantonu Uri. Leží přibližně 10 kilometrů jižně od hlavního města kantonu, Altdorfu, v údolí Reusstal na řece Reuss, v nadmořské výšce 510 metrů. Žije zde přibližně 1 900 obyvatel.

## Geografie

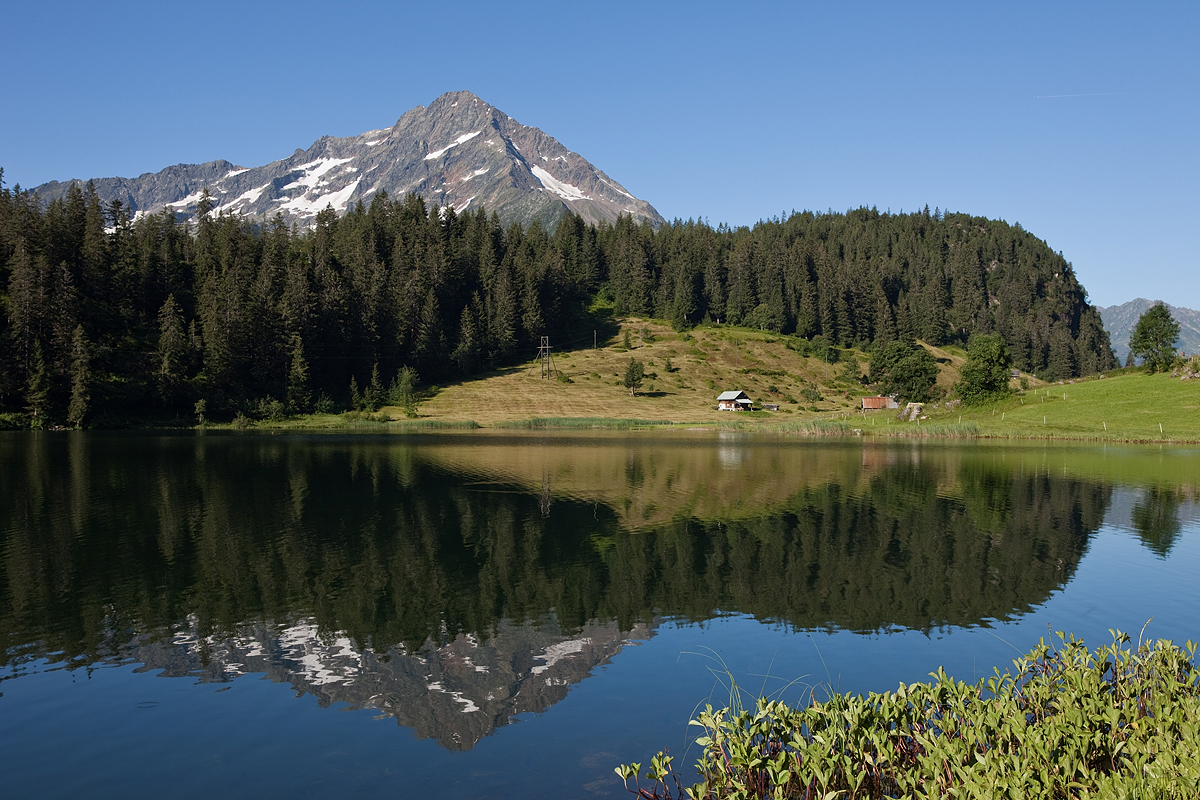
Jezero Golzernsee v Bristenu

Hlavním sídlem obce Silenen je stejnojmenná vesnice na pravém břehu řeky Reuss. Skládá se z částí Dörfli, Russ a Rusli. Silenen zahrnuje také četné vesnice, rozptýlené osady, skupiny domů a jednotlivé zemědělské usedlosti. Nejseverněji položenou osadou je Schützen (484 m n. m.). Leží více než tři kilometry severně od obce Silenen. Jižně od něj se nachází Buechholz (525–580 m n. m.; 2,7 km severně od Silenen). Dále v údolí následují Öfibach na stejnojmenném potoce (510-560 m n. m.) a Dägerlohn jižně od potoka Selderbach (510 m n. m.). Všechny leží na pravém břehu řeky Reuss. Jeden kilometr jihovýchodně od Silenen, nad Bristentobel na jihozápadním svahu Kleine Windgällen, se nachází vesnice Frentschenberg (817 m n. m.). V údolí Reuss se naopak nachází místní část Amsteg (1 km jižně od Silenenu; 524 m n. m., rétorománsky La Punt). Nejjižnější částí Silenen v údolí Reuss je rozptýlená osada Ried (Vorder- und Hinterried; 2,5 km jihozápadně od obce). K obci patří také údolí Maderanertal, kterým protéká potok Chärstelenbach. Nachází se zde řada vesnic a roztroušených osad, z nichž ne všechny jsou celoročně obydlené. Nejpřednější skupinou domů je St. Anton (nebo Vorderbristen; 716 m n. m.). Dále na východ se nachází obec Bristen (nebo Hinterbristen; 770 m n. m.). Dále v údolí najdeme Cholplatz (784 m n. m.) a několik dalších přilehlých vesnic (Hälteli, Steinmatte, Schattigmatt atd.) Od Reussgrundu stoupá stezka na náhorní plošinu Golzeren. Mezi Maderanertalem a Golzernem se nacházejí osady Hofstetten a Silblen (1236 m n. m.). Na Golzerenu se nachází několik osad, z nichž nejvýznamnější jsou Egg, Hüseren (každá 1395 m n. m.) a Seewen (1423 m n. m.). Na náhorní plošině se nachází také malebné Golzerensee (1409 m n. m.).
Silenen je rozlohou největší obcí kantonu Uri. Pouze 104 ha, tj. 0,7 % rozlohy obce, však tvoří osídlená plocha. Z toho je 48 ha stavebních pozemků, 2 ha průmyslových pozemků a 42 ha dopravních ploch. Rozsáhlejší je zemědělská plocha s 1860 ha, což představuje podíl 12,8 %. Patří sem rozsáhlé alpské oblasti v údolí Maderanertal. Ty se rozkládají na ploše 1444 ha. Kromě toho je zde 407 ha luk a orné půdy. Dále 2647 ha, tj. 18,3 %, pokrývají lesy a lesní plochy. Neproduktivní půda pokrývá většinu území obce, přesněji 9685 ha, tj. 68,1 %. Jedná se téměř výhradně o oblasti bez vegetace (vysoké hory a ledovce) nebo o oblasti s neproduktivní vegetací (vysokohorská vegetace). Pod ledovcem Hüfifirn se nachází chata SAC Hüfihütte.
Sousedními obcemi Silenenu jsou Erstfeld a Gurtnellen na západě, Schattdorf, Unterschächen a spiringenská exkláva Urnerboden na severu, obec Glarus Süd a graubündenské obce Disentis/Mustér na východě a Tujetsch na jihu.

## Historie

Amsteg na malbě z počátku 19. století

První zmínka o obci pochází již z roku 857 pod názvem Silana. Kopec u zříceniny Zwing-Uri byl osídlen již ve střední době bronzové (cca 1450–1200 př. n. l.) a v době železné (jámový dům z let cca 700–450 př. n. l.). Četná rétorománská polní jména v údolí Maderanertal ukazují na pravděpodobný raně nebo vrcholně středověký sídelní postup z údolí Předního Rýna přes sedlo Chrüzlipass. Alemanizace Silenenu začala pravděpodobně v raném středověku. Na počátku pozdního středověku byl územní rozvoj v podstatě dokončen. Curyšský klášter Fraumünster vlastnil řadu nájemních domů a tzv. Schweighof v Silenen. Jeho pozemky spravoval od první poloviny 13. století až do počátku 15. století rod von Silenen, který sídlil v takzvané Meierově věži v Obersilenenu. Vedle klášterních statků existovaly také selské statky.

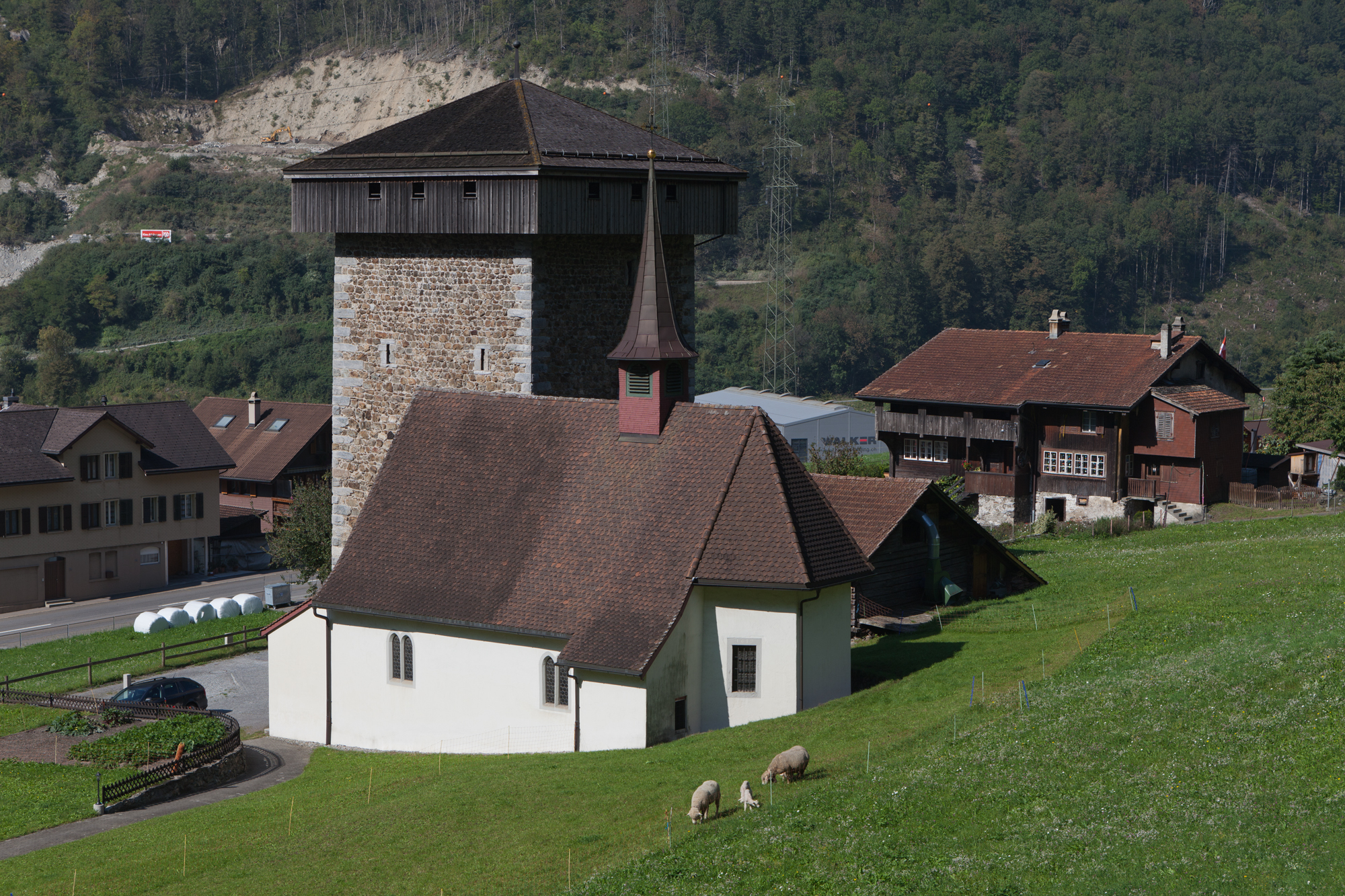
Věž Meierturm

Kostel svatého Albína, jehož nejstarší stopy sahají pravděpodobně do 7. století, daroval Fraumünsteru v roce 853 král Ludvík II. Němec, v roce 857 přešel do rukou curyšského kněze Berolda a v roce 952 jej opět daroval Fraumünsteru král Ota I. Veliký. V roce 952 byl kostel předán klášteru. Současná budova byla postavena v letech 1754–1756. Fraumünster měl v Silenen právo na desátky a patronát. Tato farnost byla jednou ze tří farností v Uri a zahrnovala střední a horní údolí řeky Reuss až po Schöllenen. Od vrcholného středověku se v něm nacházely četné filiální kaple. V roce 1426 místní farnost koupila desátkové právo od Fraumünsteru. V roce 1439 prodala desátky ve Wassenu a Göschenenu tamním farníkům, kteří se v témže roce oddělili od farnosti Silenen. V roce 1903 se od mateřské farnosti oddělily také Gurtnellen, Amsteg a Bristen.
Po vybudování silnice kolem obce před rokem 1800 ztratil Silenen svou pozici přestupní stanice pro gotthardskou dopravu do Amstegu. Od 15. do 18. století se v údolích Maderanertal a Bristen dařilo hornictví. Od pozdního středověku nabízela možnost přivýdělku také destilace pryskyřice a tryskání. Rod Meier von Silenen vyčníval z vesnické vrchnosti až do 15. století. Velkolepé statky, které byly postaveny v 16. až 18. století, zejména podél Gotthardské cesty, svědčí o bohaté zemědělské vrstvě.

Amsteg s Gotthardskou dráhou v pozadí

Gotthardská silnice, sjízdná pro povozy od roku 1830, podporovala povoznictví až do roku 1882, kdy začala fungovat Gotthardská dráha se stanicí Silenen-Amsteg. Kvůli výstavbě železnice mezitím prudce vzrostl počet obyvatel. Místní spojení zlepšila silnice Bristenstrasse (1912) s poštovní autobusovou dopravou (od roku 1935) a autobusové spojení do Flüelenu (1989). V 19. století se objevil turismus a alpinismus. Nová pracovní místa vznikla také díky elektrárně Arni (1910), elektrárně SBB (1918–1922), jejíž výstavba vedla k druhému nárůstu počtu obyvatel, a spolkové zbrojovce v Amstegu (1943). Amsteg a Bristen zůstaly součástí politické obce Silenen i po oddělení od farnosti v roce 1903. Základní škola je decentralizovaná v Silenenu, Amstegu a Bristenu, vyšší škola je od roku 1971 centralizovaná v Silenenu. Sídla úřadů jsou rozdělena mezi tři vesnice podle starých zvyklostí. Dálnice A2, otevřená roku 1980, Silenen ještě více izolovala, protože se snížila tranzitní doprava na minimum. V roce 1982 postavil Silenen v oblasti Schüpfen impozantní komunitní centrum. Nové obytné čtvrti vznikly na konci 20. století v Evibachu, v Grundu severně od Amstegu a v Bristenu. V roce 2000 dojížděly za prací dvě třetiny obyvatel Silenenu.

## Obyvatelstvo

### Vývoj populace
Kolem roku 1850 se Silenen počtem obyvatel řadil v rámci kantonu Uri na druhé místo za hlavní město kantonu, Altdorf. V té době měla obec přes 1500 obyvatel. Tento počet rostl až do roku 1870. Ještě vyššího počtu obyvatel dosáhla obec v roce 1880, ale tehdy k ní patřilo mnoho dělníků ze stavby Gotthardské dráhy. Počet obyvatel během dlouhého období neustále rostl. Tento stav trval až do roku 1970 (1850–1970: +51,6 %). Jedinou výjimkou byla 40. léta 20. století. V té době došlo k malému propadu (1941–1950: -9 osob, tedy -0,4 %). Nejvyšší počet obyvatel, který byl kdy v Silenenu zaznamenán, byl 2493 obyvatel v roce 1920. V letech 1970–1990 došlo k masivnímu stěhování (-12,1 %). To se týkalo především údolí dolního toku řeky Reuss v Uri. V 90. letech počet obyvatel stagnoval. V posledních letech však díky výstavbě Gotthardského tunelu došlo k výraznému nárůstu (2000–2005: +214 osob, tj. 10,3 %).
| Vývoj počtu obyvatel | Vývoj počtu obyvatel | Vývoj počtu obyvatel | Vývoj počtu obyvatel | Vývoj počtu obyvatel | Vývoj počtu obyvatel | Vývoj počtu obyvatel | Vývoj počtu obyvatel | Vývoj počtu obyvatel | Vývoj počtu obyvatel | Vývoj počtu obyvatel | Vývoj počtu obyvatel | Vývoj počtu obyvatel | Vývoj počtu obyvatel | Vývoj počtu obyvatel | Vývoj počtu obyvatel |
| -------------------- | -------------------- | -------------------- | -------------------- | -------------------- | -------------------- | -------------------- | -------------------- | -------------------- | -------------------- | -------------------- | -------------------- | -------------------- | -------------------- | -------------------- | -------------------- |
| Rok                  | 1850                 | 1870                 | 1880                 | 1888                 | 1910                 | 1920                 | 1930                 | 1941                 | 1950                 | 1970                 | 1980                 | 1990                 | 2000                 | 2005                 |                      |
| Počet obyvatel       | 1542                 | 1651                 | 2085                 | 1808                 | 1992                 | 2493                 | 2086                 | 2202                 | 2193                 | 2338                 | 2115                 | 2054                 | 2068                 | 2282                 |                      |

### Jazyky
Téměř všichni obyvatelé mluví německy jako každodenním hovorovým jazykem, avšak hornoalemanským dialektem. Při posledním sčítání lidu v roce 2000 uvedlo 98,07 % obyvatel jako svůj hlavní jazyk němčinu, 0,24 % srbochorvatštinu a 0,19 % italštinu.

### Národnostní složení
Z 2282 obyvatel na konci roku 2005 bylo 2001 (87,69 %) švýcarských státních příslušníků. Přistěhovalci pocházejí ze střední Evropy (Rakousko), jižní Evropy (Portugalsko a Itálie), Chorvatska a Srí Lanky. Při sčítání lidu v roce 2000 mělo 1989 osob (96,18 %) švýcarské občanství, z toho 61 osob mělo dvojí občanství.

## Doprava

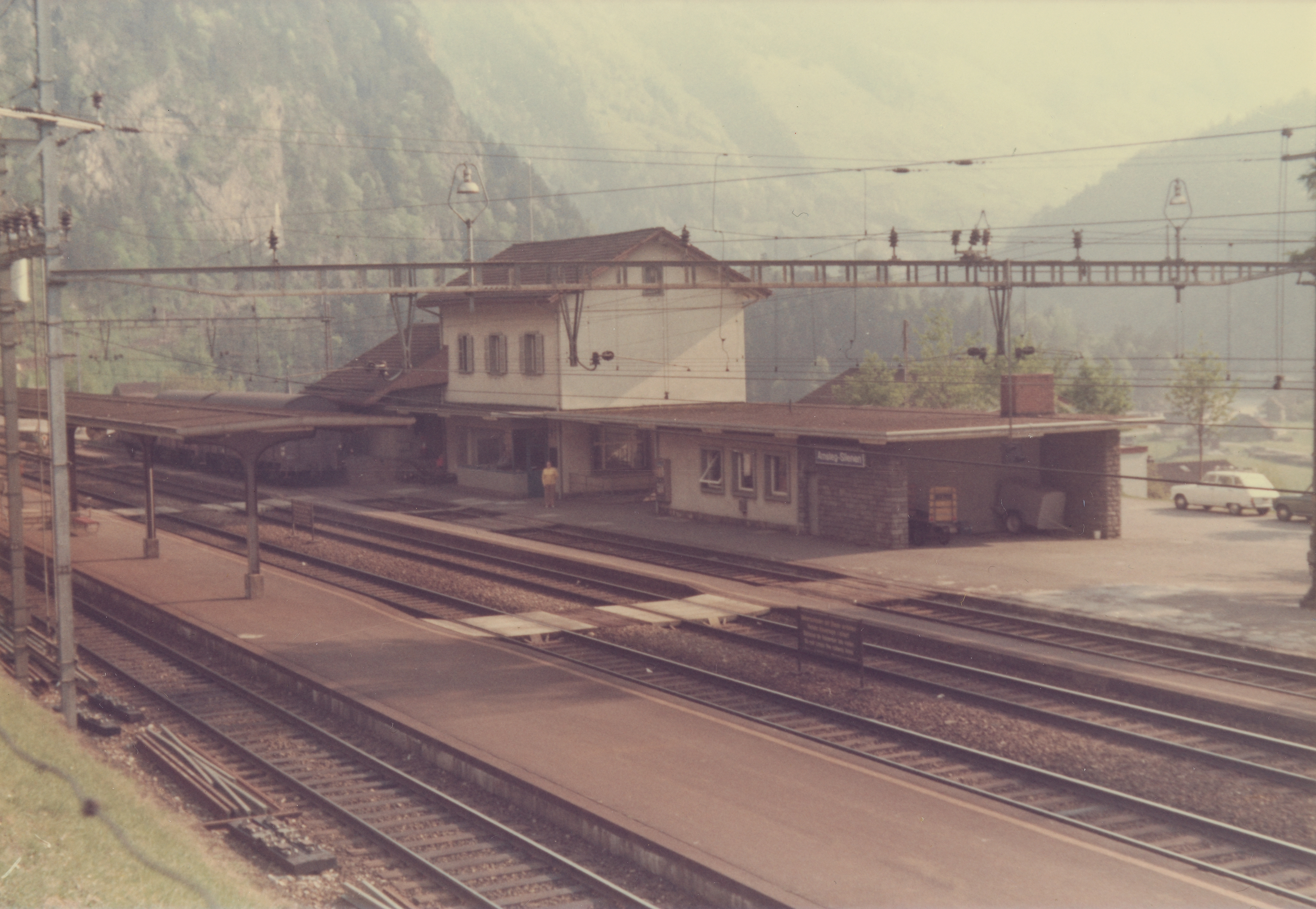
Železniční stanice Amsteg-Silenen

Silenen získal kvalitní napojení na železniční síť otevřením Gotthardské dráhy roku 1882, na níž vznikla stanice Amsteg-Silenen. V současnosti již stanice plní pouze dopravně-technologickou funkci na původním úseku Gotthardské dráhy, který je od roku 2017 obcházen Gotthardským úpatním tunelem. Napojení obce na veřejnou dopravu zajišťuje autobusová linka do Flüelenu společnosti Auto AG Uri.
Obcí prochází kantonální hlavní silnice č. 2. Velké odlehčení od tranzitní dopravy obec získala roku 1980 otevřením souběžné dálnice A2, která ji obchází.